# Franz Pfeiffer
Franz Pfeiffer (født 27. februar 1815 i Bettlach, Solothurn, død 29. maj 1868 i Wien) var en tysk germanist. 
Pfeiffer blev kongelig bibliotekar i Stuttgart, senere professor i Wien og medlem af Videnskabernes Akademi sammesteds. Af hans mange germanistiske og litteraturhistoriske skrifter og udgaver kan nævnes Zur deutscen Litteraturgeschichte. Han grundlagde og redigerede kvartalsskriftet "Germania" og gav stødet til samlingen Deutsche Klassiker des Mittelalters (12 bind, 1866—72), hvoraf han selv udgav 1. bind, Walther von der Vogelweide (6. oplag ved Karl Bartsch, 1880). 